# Samson (Sorlingues)
Pour les articles homonymes, voir Samson (homonymie).
Samson est une île de l'archipel des Sorlingues, au sud-ouest de l'Angleterre.
Elle se compose de deux masses, North Hill et South Hill, reliées par un isthme. Sa superficie est de 0,38 km2, ce qui en fait la plus grande des îles inhabitées de l'archipel. Samson est inhabitée depuis 1855, lorsque le Lord Propriétaire des Sorlingues, Augustus Smith, expropria ses derniers habitants, qui consistaient de seulement deux familles, Woodcock et Webber (les ruines de leurs demeures sont encore visibles sur l'isthme). Smith tenta par la suite d'introduire des cerfs sur l'île, mais les animaux s'échappèrent.